# Балдовин (Хунедоара)
Балдовин (рум. Baldovin) насеље је у Румунији у округу Хунедоара у општини Баја де Криш. Oпштина се налази на надморској висини од 301 m.

## Становништво
Према подацима из 2002. године у насељу је живело 115 становника, од којих су сви румунске националности.